# Ferrovia Rocchetta Sant'Antonio-Gioia del Colle
La ferrovia Rocchetta Sant'Antonio-Gioia del Colle è una linea ferroviaria gestita da Rete Ferroviaria Italiana, a binario unico e non elettrificato, che collega Rocchetta Sant'Antonio a Gioia del Colle.
Fa parte della rete complementare (RFI) della Puglia fino a San Nicola di Melfi e per alcuni chilometri corre in territorio lucano.

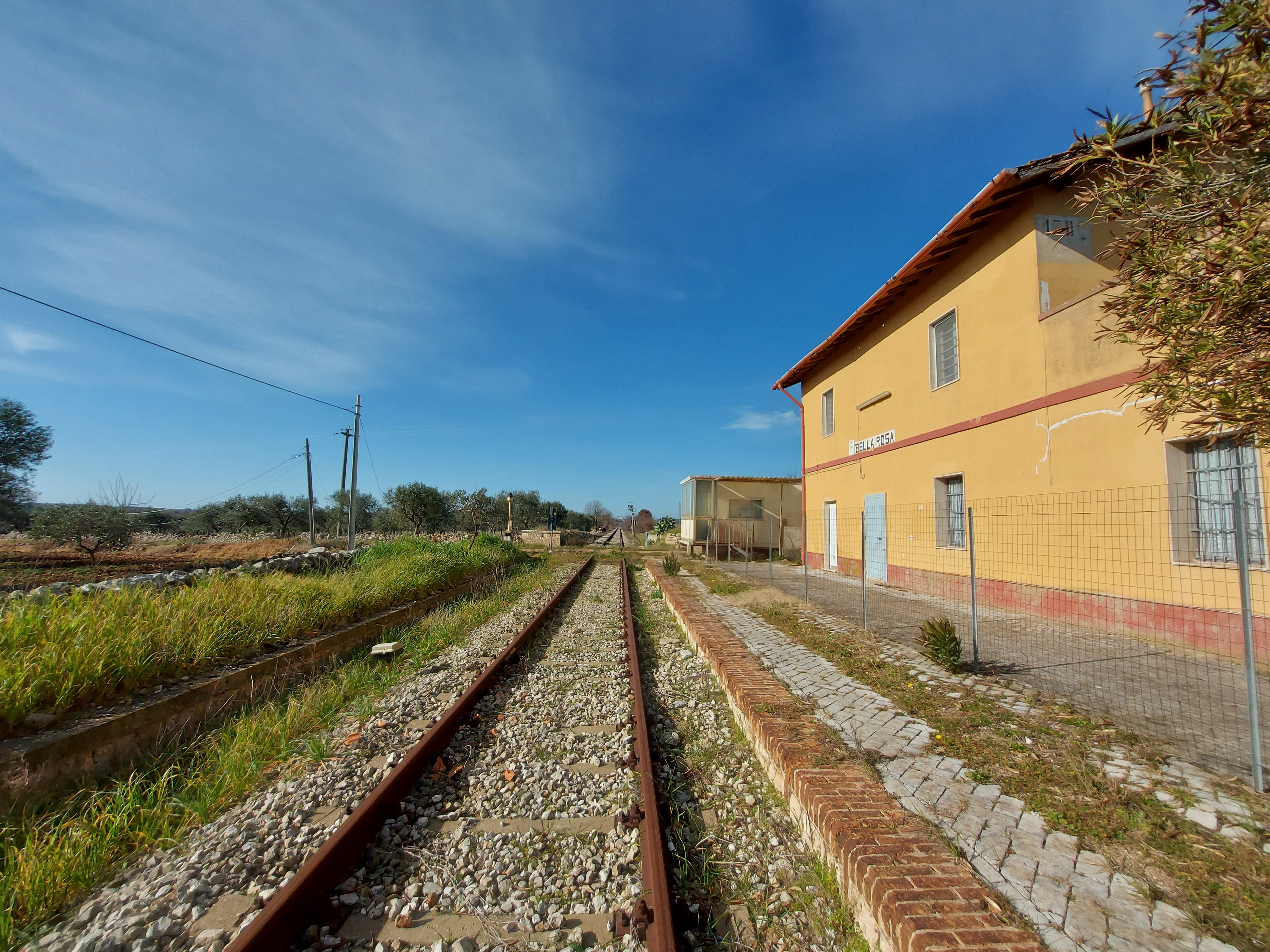
Ferrovia Rocchetta Sant'Antonio - Gioia del Colle, fermata Bellarosa tra stazione di Santeramo in Colle e stazione di Gioia del Colle (2022)

## Storia
La ferrovia Rocchetta Sant'Antonio-Gioia del Colle fu realizzata grazie all'impegno profuso dal politico meridionalista Giustino Fortunato e dall'economista Carlo De Cesare.
Il tronco Rocchetta Sant'Antonio-Rapolla venne inaugurato il 1º agosto 1891; il 1º agosto 1892 fu inaugurata la tratta Rapolla-Gioia del Colle. Il 27 luglio 1892 il Consiglio Comunale di Gioia del Colle deliberò sulla proposta di spesa per l'inaugurazione della ferrovia e il 27 agosto dello stesso anno liquidò le spese pari a 2.185,22 lire per i festeggiamenti e gli addobbi nella stazione locale (da cui partì il treno inaugurale con il Prefetto e le Autorità della Provincia) e per il pranzo ufficiale a Spinazzola.
Nel 1906 il servizio ferroviario della tratta cessò di rientrare nella gestione della Società delle Meridionali Ferrovie e venne riscattato dallo Stato.
Nel 2011 fu sospesa la circolazione dei treni viaggiatori sulla tratta Rocchetta Sant'Antonio-Gravina in Puglia. Nel 2016 Trenitalia, tramite un comunicato ufficiale, dispose la sospensione anche nel tratto Gioia del Colle-Gravina, in conseguenza del mancato rinnovo del contratto da parte della Regione Puglia motivandola a causa di un traffico persone insufficiente per la copertura dei costi del servizio.
Il tratto Rocchetta Sant'Antonio Lacedonia - San Nicola di Melfi rimase attivo per il servizio merci.
A seguito dell'emanazione della legge numero 128 del 2017 sulla istituzione di ferrovie turistiche in aree di particolare pregio naturalistico o archeologico, si è tornato a parlare del ripristino di questa linea a fini turistici.

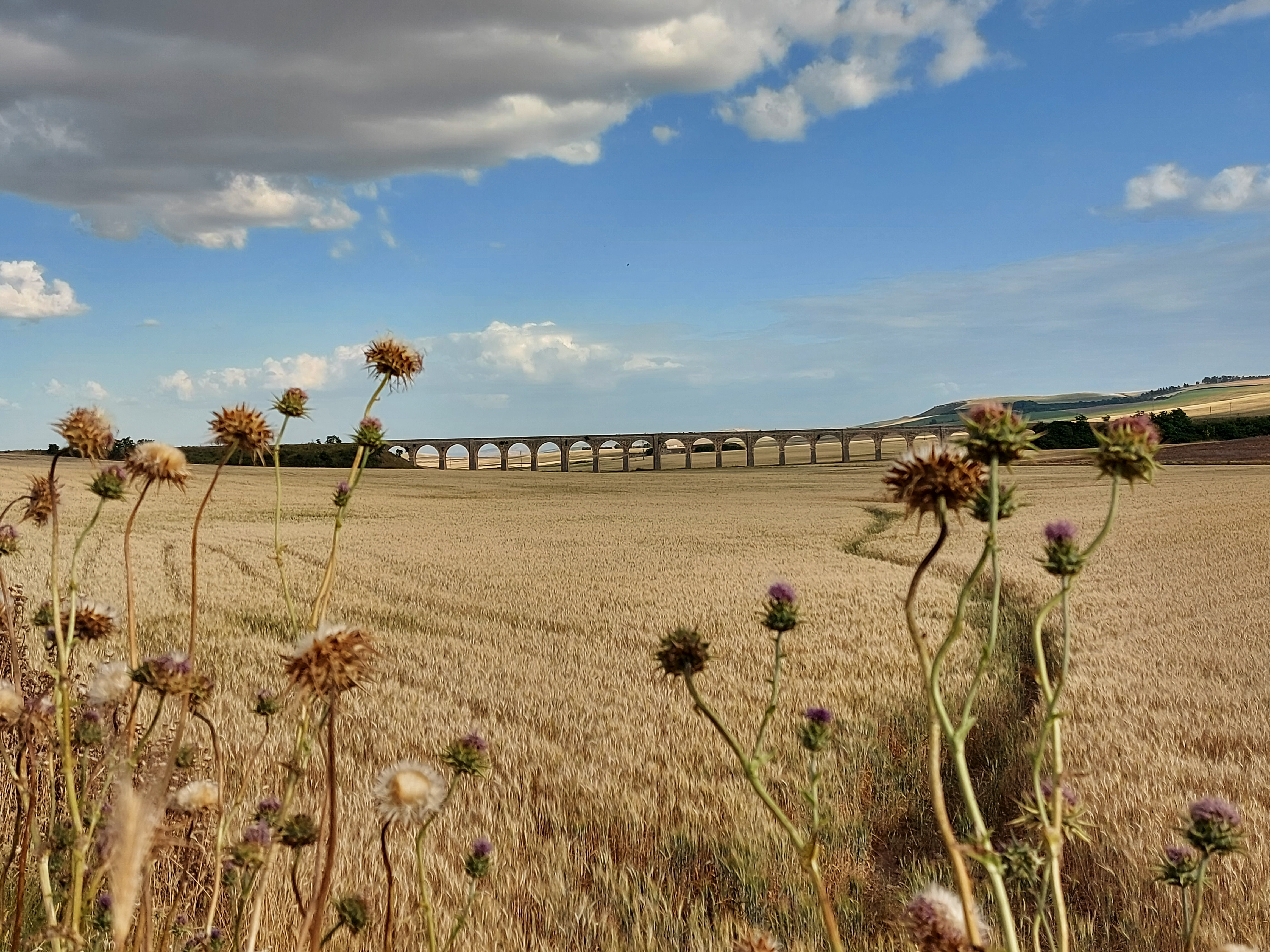
Ferrovia Rocchetta Sant'Antonio - Gioia del Colle, Ponte 21 Archi, Spinazzola (2021)

Il 20 ottobre 2021 il DPCM 4046/2021 ha disposto il finanziamento del recupero di una serie di ferrovie storiche ad uso turistico, tra cui la Rocchetta Sant'Antonio - Gioia del Colle.
Il 22 maggio 2022 un treno ha nuovamente percorso la tratta Gioia del Colle - Altamura (capolinea provvisorio), con due Aln668 serie 1800 di Fondazione FS Italiane, come corsa prova per la riattivazione.
Il 31 luglio 2022 sono stati festeggiati a Spinazzola i 130 anni dall'inaugurazione della tratta.
Il 4 febbraio 2023 le Aln668 1870 e 1882, partite accoppiate da Gioia del Colle, hanno raggiunto la stazione di Gravina in Puglia.
Nel 2025 il ripristino a fini turistici è stato completato.

### Diramazione Spinazzola-Spinazzola Città
Alla fine degli anni trenta il centro abitato di Spinazzola venne collegato con la sua stazione ferroviaria mediante una breve linea ferroviaria di circa 2 km che terminava con un semplice tronchino munito di marciapiedi; questa semplice dislocazione prendeva il nome di Spinazzola Città. La linea veniva esercitata "a spola" con l'impiego di automotrici ALb 25 sostituite in seguito da ALn 772 e infine da ALn 668. A partire dal 1986 il servizio ferroviario con Spinazzola Città viene soppresso e sostituito con autobus. Il decreto ministeriale di chiusura del 15 aprile 1987 ha sancito la definitiva scomparsa del breve tronco di ferrovia.

## Caratteristiche
La linea attraversa un'area di pregio naturalistico, paesaggistico, storico, archeologico ed enogastronomico che interessa il Parco nazionale dell'Alta Murgia, il Parco naturale regionale Fiume Ofanto, il Subappennino Dauno, il Parco naturale regionale del Vulture.
A partire dal 2025 Trenitalia, Fondazione FS Italiane e Arsenale Spa fanno circolare il Treno della Dolce Vita, primo convoglio turistico di lusso italiano. Questo treno arriva in Puglia fino a Gallipoli, da cui risale verso Altamura (via Taranto) attraverso la ferrovia Rocchetta Sant'Antonio-Gioia del Colle.
La linea intreccia importanti ciclovie come la Ciclovia dell'acqua e la Ciclovia dei Borboni e percorsi come il Cammino Materano, i Cammini Federiciani e la via Francigena Bradanica.
Ha nodi di interscambio con altre linee nelle stazioni di Rocchetta Sant'Antonio per Avellino, per Potenza e per Foggia; Spinazzola per Barletta e per Spinazzola Città; Gravina in Puglia per Potenza e Altamura; Altamura per Bari, Matera e Potenza; Gioia del Colle per Bari e Taranto.
|  | Unknown route-map component "STR+l" | Unknown route-map component "CONTfq" |

| Station on track |

| Unknown route-map component "CONTgq" | Unknown route-map component "ABZgr" |  |

| Unknown route-map component "hKRZWae+GRZq" |

| Unknown route-map component "CONTgq" | Unknown route-map component "ABZgr" |  |

| Unknown route-map component "eHST" |

| Unknown route-map component "eHST" |

|  | Unknown route-map component "ABZg+l" | Unknown route-map component "KINTeq" |

| Non-passenger station/depot on track |

|  | Unknown route-map component "ABZgl" | Unknown route-map component "KINTeq" |

| Unknown route-map component "eHST" |

| Non-passenger station/depot on track |

| Unknown route-map component "eHST" |

| Small non-passenger station on track |

| Unknown route-map component "STR+GRZq" |

| Station on track |

|  | Unknown route-map component "eABZgl" | Unknown route-map component "exCONTfq" |

|  | Unknown route-map component "ABZgl" | Unknown route-map component "CONTfq" |

| Unknown route-map component "BRK3" |

| Unknown route-map component "eHST" |

| Unknown route-map component "eHST" |

| Non-passenger station/depot on track |

| Unknown route-map component "eHST" |

| Unknown route-map component "CONTgq" | Unknown route-map component "kKRZ2+ro" | Unknown route-map component "kSTRc3" |

|  | Non-passenger station/depot on track | Unknown route-map component "kBHF+4" |

|  | Unknown route-map component "eHST" | Straight track |

| Unknown route-map component "CONTgq" | Unknown route-map component "KRZu" | Unknown route-map component "ABZg+r" |

|  | Non-passenger station/depot on track | Station on track |

|  | Straight track | Unknown route-map component "CONTl+g" |

| Non-passenger station/depot on track |

| Unknown route-map component "exKINTaq" | Unknown route-map component "eABZgr" |  |

| Non-passenger station/depot on track |

| Unknown route-map component "eHST" |

| Unknown route-map component "SKRZ-Au" |

|  | Unknown route-map component "ABZg+l" | Unknown route-map component "CONTfq" |

| Station on track |

| Unknown route-map component "CONTgq" | One way rightward |  |